# 新大洲
新大洲控股股份有限公司（深交所：000571）是中華人民共和國一家涉及摩托车、電動自行車生產、能源、牛肉食品等多行業企業。

## 歷史
新大洲的前身是由济南轻骑摩托车总厂、海南省桂林洋农场和香港万乐佳有限公司共同发起设立的海南琼港轻骑摩托车开发有限公司。1992年9月9日，公司进行股份制改组，並且更名為海南琼港摩托车股份有限公司。1993年2月20日又更名为海南新大洲摩托车股份有限公司。1994年5月，公司上市。
2001年2月5日，新大洲与本田技研工業共同設立新大洲本田摩托。2001年12月17日，新大洲的名称由海南新大洲摩托车股份有限公司变更为海南新大洲控股股份有限公司。
2005年，公司名称又变更为新大洲控股股份有限公司。
2006年，新大洲入主五九煤炭集团，開始涉足能源行業。後來新大洲又投資兩輪電動車行業。